# 佛雷德里克·高德隆
佛雷德里克·高德隆（法語：Frédéric Caudron，1968年1月27日—），是比利時一位職業開侖撞球運動員，出生於蒙斯，綽號“外星人”（L'Extraterrestre）。他在1999年和2013年贏得了UMB世界三顆星錦標賽。他還贏得連續兩次（2006年和2007年）李商天國際公開賽，兩次（2002年和2006年）CEB歐洲錦標賽以及53個比利時全國冠軍。他最高的三顆星連續得分是28（15/04/13德國勃蘭登堡），最好的比賽平均得分是6.666（6輪得40分）。